# 拉托米尔·特夫尔迪奇
拉托米尔·特夫尔迪奇（1943年9月14日—2024年8月20日），克罗地亚前男子篮球运动员。他曾代表南斯拉夫参加1972年夏季奥林匹克运动会篮球比赛，获得第五名。